# Arrondissement Mantes-la-Jolie
Das Arrondissement Mantes-la-Jolie ist eine Verwaltungseinheit im Département Yvelines in der französischen Region Île-de-France. Unterpräfektur ist Mantes-la-Jolie.

## Kantone
Das Arrondissement untergliedert sich in 5 Kantone:
- Aubergenville (mit 5 von 40 Gemeinden)
- Bonnières-sur-Seine
- Limay
- Mantes-la-Jolie
- Les Mureaux

## Gemeinden
Die Gemeinden des Arrondissements Mantes-la-Jolie sind:
| 1. Adainville (78006)*              | 2. Arnouville-lès-Mantes (78020)    | 3. Aubergenville (78029)           | 4. Auffreville-Brasseuil (78031)      |
| 5. Aulnay-sur-Mauldre (78033)       | 6. Bazainville (78048)              | 7. Bennecourt (78057)              | 8. Blaru (78068)                      |
| 9. Boinville-en-Mantois (78070)     | 10. Boinvilliers (78072)            | 11. Boissets (78076)               | 12. Boissy-Mauvoisin (78082)          |
| 13. Bonnières-sur-Seine (78089)     | 14. Bouafle (78090)                 | 15. Bourdonné (78096)              | 16. Breuil-Bois-Robert (78104)        |
| 17. Bréval (78107)                  | 18. Brueil-en-Vexin (78113)         | 19. Buchelay (78118)               | 20. Chapet (78140)                    |
| 21. Chaufour-lès-Bonnières (78147)  | 22. Civry-la-Forêt (78163)          | 23. Condé-sur-Vesgre (78171)       | 24. Courgent (78185)                  |
| 25. Cravent (78188)                 | 26. Dammartin-en-Serve (78192)      | 27. Dannemarie (78194)             | 28. Drocourt (78202)                  |
| 29. Ecquevilly (78206)              | 30. Épône (78217)                   | 31. Évecquemont (78227)            | 32. La Falaise (78230)                |
| 33. Favrieux (78231)                | 34. Flacourt (78234)                | 35. Flins-Neuve-Église (78237)     | 36. Flins-sur-Seine (78238)           |
| 37. Follainville-Dennemont (78239)  | 38. Fontenay-Mauvoisin (78245)      | 39. Fontenay-Saint-Père (78246)    | 40. Freneuse (78255)                  |
| 41. Gaillon-sur-Montcient (78261)   | 42. Gargenville (78267)             | 43. Gommecourt (78276)             | 44. Goussonville (78281)              |
| 45. Grandchamp (78283)              | 46. Gressey (78285)                 | 47. Guernes (78290)                | 48. Guerville (78291)                 |
| 49. Guitrancourt (78296)            | 50. Hardricourt (78299)             | 51. Hargeville (78300)             | 52. La Hauteville (78302)             |
| 53. Houdan (78310)                  | 54. Issou (78314)                   | 55. Jambville (78317)              | 56. Jouy-Mauvoisin (78324)            |
| 57. Jumeauville (78325)             | 58. Juziers (78327)                 | 59. Lainville-en-Vexin (78329)     | 60. Limay (78335)                     |
| 61. Limetz-Villez (78337)           | 62. Lommoye (78344)                 | 63. Longnes (78346)                | 64. Magnanville (78354)               |
| 65. Mantes-la-Jolie (78361)         | 66. Mantes-la-Ville (78362)         | 67. Maulette (78381)               | 68. Ménerville (78385)                |
| 69. Méricourt (78391)               | 70. Meulan (78401)                  | 71. Mézières-sur-Seine (78402)     | 72. Mézy-sur-Seine (78403)            |
| 73. Moisson (78410)                 | 74. Mondreville (78413)             | 75. Montalet-le-Bois (78416)       | 76. Montchauvet (78417)               |
| 77. Mousseaux-sur-Seine (78437)     | 78. Mulcent (78439)                 | 79. Les Mureaux (78440)            | 80. Neauphlette (78444)               |
| 81. Nézel (78451)                   | 82. Notre-Dame-de-la-Mer (78320)    | 83. Oinville-sur-Montcient (78460) | 84. Orgerus (78465)                   |
| 85. Orvilliers (78474)              | 86. Osmoy (78475)                   | 87. Perdreauville (78484)          | 88. Porcheville (78501)               |
| 89. Prunay-le-Temple (78505)        | 90. Richebourg (78520)              | 91. Rolleboise (78528)             | 92. Rosay (78530)                     |
| 93. Rosny-sur-Seine (78531)         | 94. Sailly (78536)                  | 95. Saint-Illiers-la-Ville (78558) | 96. Saint-Illiers-le-Bois (78559)     |
| 97. Saint-Martin-des-Champs (78565) | 98. Saint-Martin-la-Garenne (78567) | 99. Septeuil (78591)               | 100. Soindres (78597)                 |
| 101. Tacoignières (78605)           | 102. Le Tartre-Gaudran (78606)      | 103. Le Tertre-Saint-Denis (78608) | 104. Tessancourt-sur-Aubette (78609)  |
| 105. Tilly (78618)                  | 106. Vaux-sur-Seine (78638)         | 107. Vert (78647)                  | 108. La Villeneuve-en-Chevrie (78668) |
| 109. Villette (78677)               |                                     |                                    |                                       |

* Zahlen in Klammern sind INSEE-Codes

## Neuordnung der Arrondissements 2017

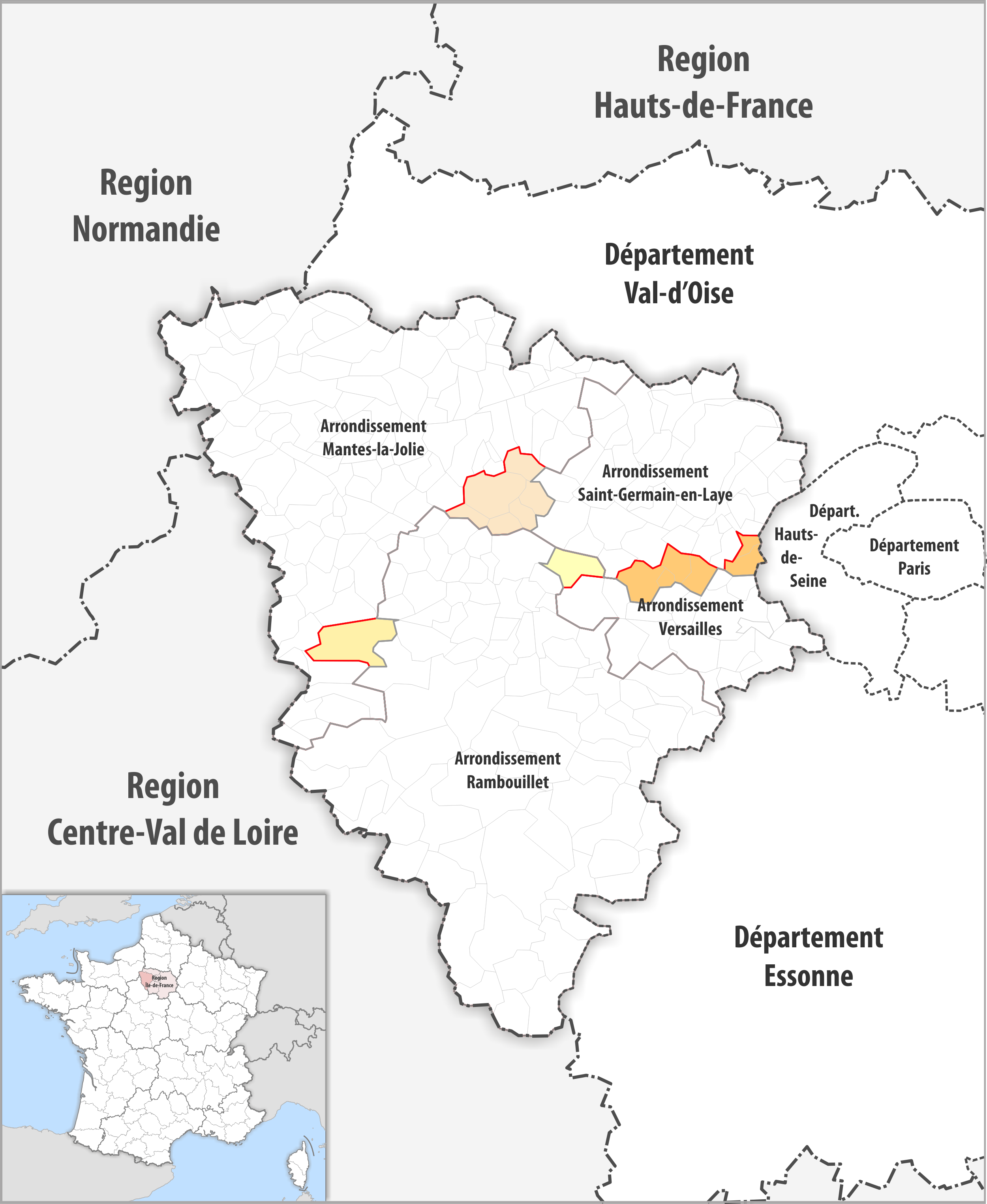
Arrondissementsanpassungen im Jahr 2017

Durch die Neuordnung der Arrondissements im Jahr 2017 wurde vom Arrondissement Mantes-la-Jolie die Fläche der sechs Gemeinden Andelu, Bazemont, Herbeville, Mareil-sur-Mauldre, Maule und Montainville dem Arrondissement Saint-Germain-en-Laye und die Fläche der Gemeinde Gambais dem Arrondissement Rambouillet zugewiesen.

## Geschichte
Das Arrondissement Mantes wurde am 18. Februar 1800 innerhalb des ehemaligen Départements Seine-et-Oise geschaffen. Es wurde 1926 aufgelöst und 1943 wieder eingerichtet. Von 1800 bis 1926 umfasste das Arrondissement fünf Kantone: Mantes, Bonnières, Limay, Houdan und Magny. Am 31. Dezember 1943 wurde das Arrondissement mit sechs Kantonen wiederhergestellt: zu den fünf bisherigen kam Meulan hinzu, das bis dahin zum Arrondissement Versailles gehört hatte. Am 1. Januar 1964, bei der Einrichtung der Départements Yvelines und Val-d’Oise, wurde der Kanton Magny dem Arrondissement Pontoise zugeschlagen.

## Ehemalige Gemeinden seit der landesweiten Neuordnung der Kantone
- Bis 2018: Jeufosse, Port-Villez